# برايان غارث
برايان غارث (بالإنجليزية: Brian Garth)‏ هو مغن مؤلف ومنتج أسطوانات وموسيقي أمريكي، ولد في 5 سبتمبر 1979 في لاس فيغاس في الولايات المتحدة.